# Lindevang (metrostation)
Lindevang is een bovengronds station van de metro van Kopenhagen in de Deense stad Frederiksberg.

## Geschiedenis
Op 3 april 1934 werd de eerste S-tog lijn geopend tussen Frederiksberg en Klampenborg. Deze reed tussen Frederiksberg en Vanløse over een voormalig deel van de Frederikssundbanen, echter zonder stations onderweg. Die kwamen er pas op 13 december 1986, een bij de Dalgas Boulevard  en een bij de Nordre Fasanvej. 
Het station bij de Dalgas Boulevard kreeg de naam Lindevang en bleef tot 1 januari 2000 in gebruik van de S-tog. De perrons lagen versprongen ten opzichte van elkaar en niet tegenover elkaar, waarbij het zuidelijke perron aan de andere kant van de Dalgas Boulevard lag. 

## Metro
Op 1 januari 2000 werd de lijn tussen de stations Vanløse en Frederiksberg. gesloten voor de ombouw tot metro. In dat verband onderging de halte een totale metamorfose. De zijperrons werden vervangen door een eilandperron met een perrondak dat aan kabels boven het perron is opgehangen, waarmee het binnen de metro uniek is. De metro werd hier op 12 oktober 2003 geopend. Het perron had aanvankelijk geen perrondeuren, maar in 2012 werd besloten om ook bovengrondse metrostations hiermee uit te rusten.

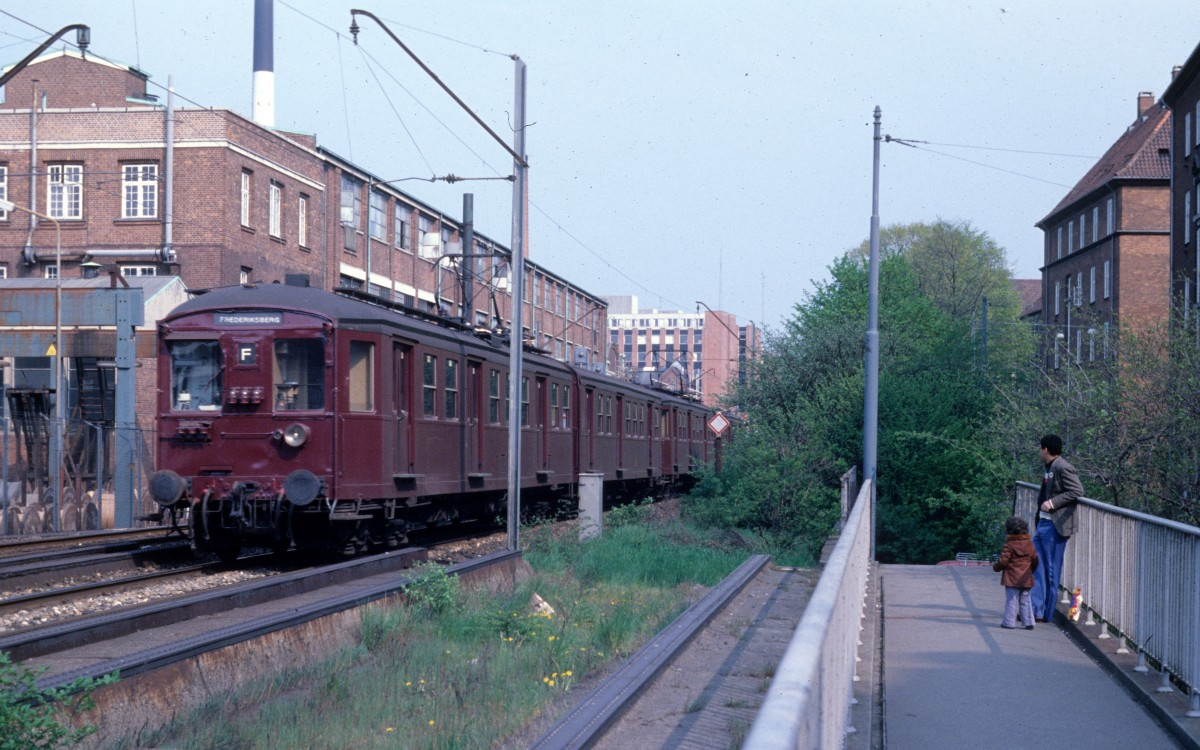
S-tog in mei 1978 op weg naar Frederiksberg ter hoogte van het huidige metrostation.
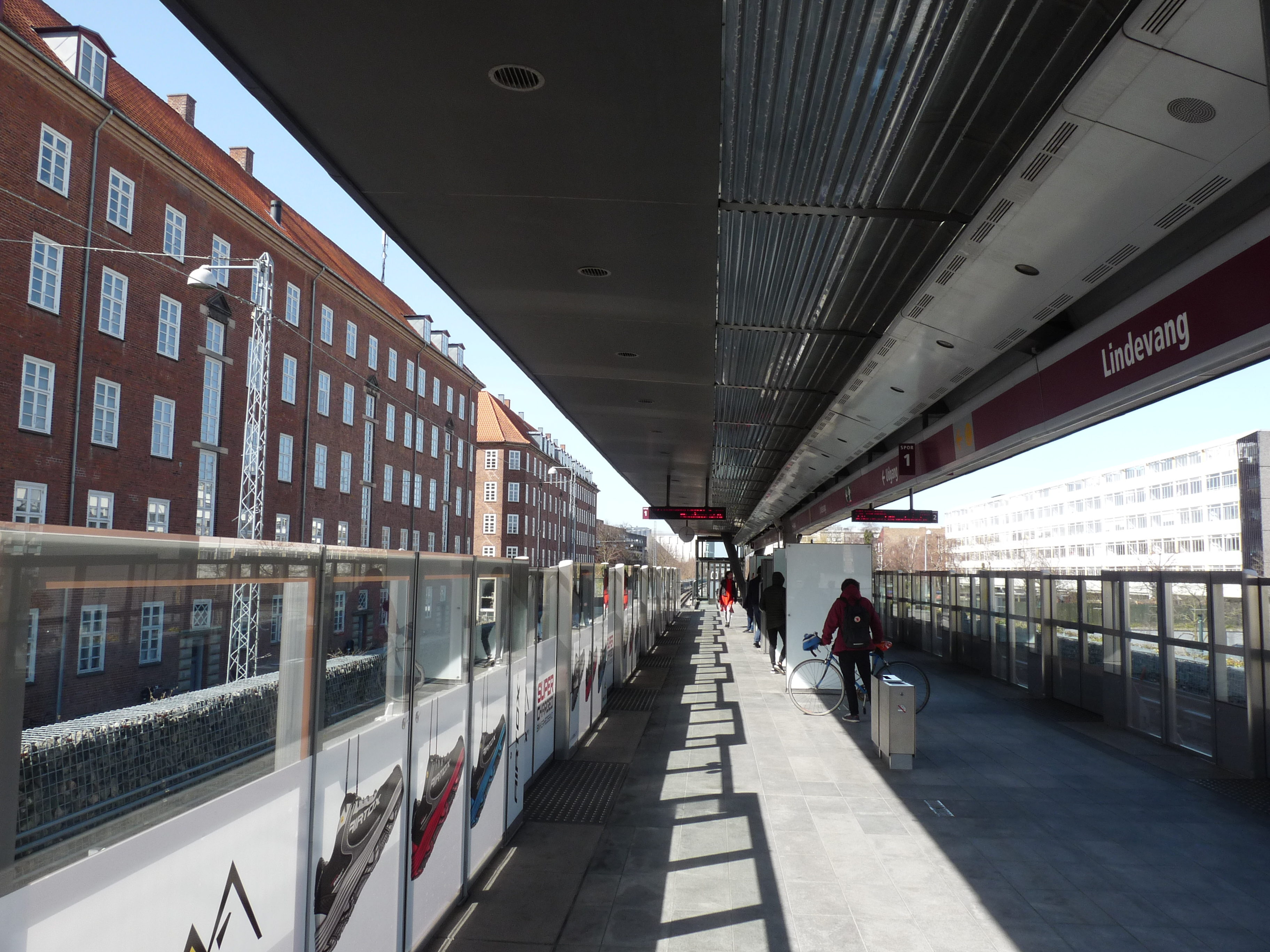
Het perron in 2018.
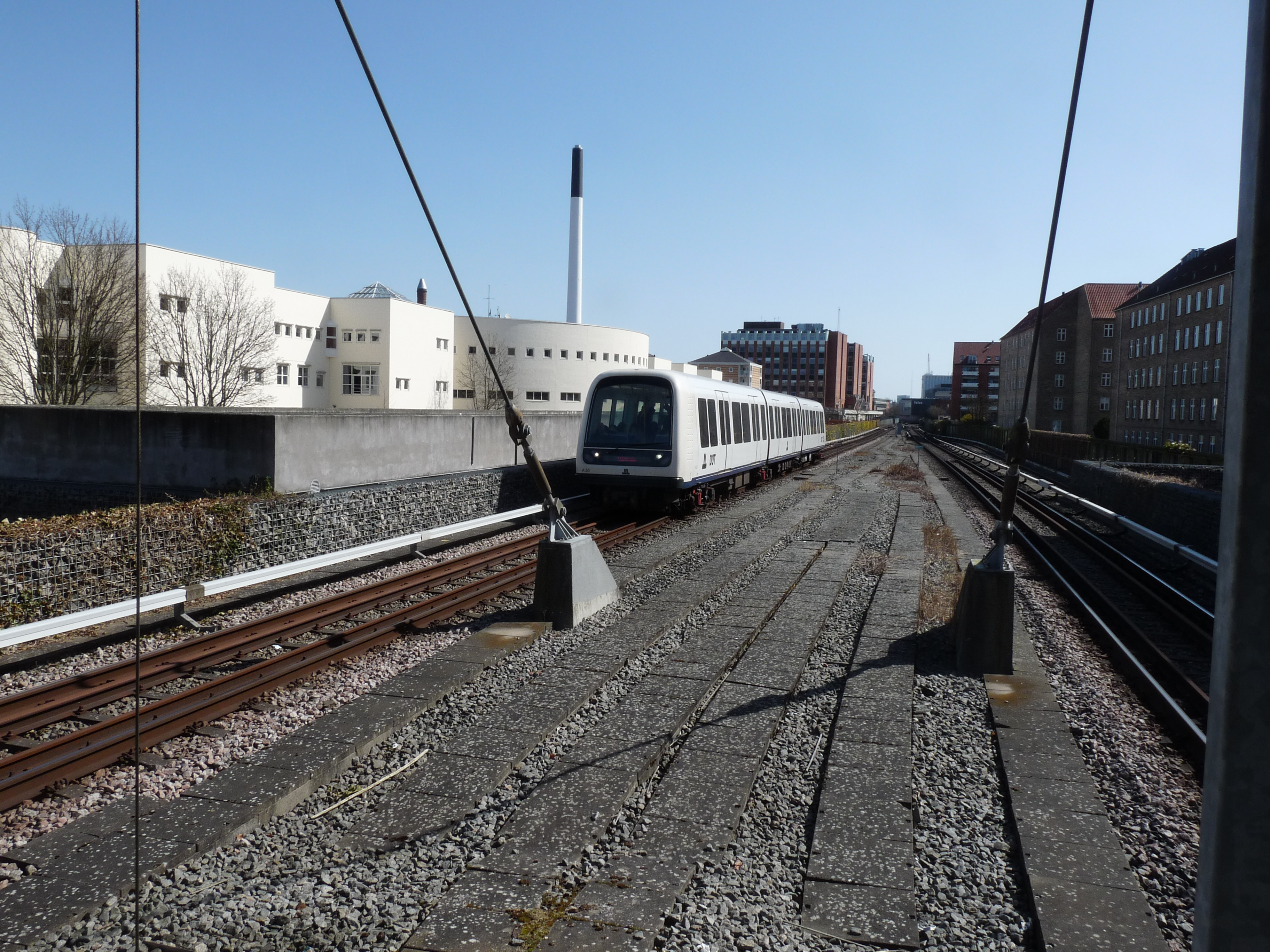
De metro nadert het station uit het oosten.

Vanløse  · Flintholm  · Lindevang · Fasanvej · Frederiksberg · Forum · Nørreport   · Kongens Nytorv · Christianshavn · Islands Brygge · DR Byen · Sundby · Bella Center · Ørestad  · Vestamager
Vanløse  · Flintholm  · Lindevang · Fasanvej · Frederiksberg · Forum · Nørreport   · Kongens Nytorv · Christianshavn · Amagerbro · Lergravsparken · Øresund · Amager Strand · Femøren · Kastrup · Københavns Lufthavn 